# Katsuyuki Mori
 (décembre 2013).
Si vous disposez d'ouvrages ou d'articles de référence ou si vous connaissez des sites web de qualité traitant du thème abordé ici, merci de compléter l'article en donnant les références utiles à sa vérifiabilité et en les liant à la section « Notes et références ».
Pas d'image ? Cliquez ici
Katsuyuki Mori (森且行, Mori Katsuyuki), né le 19 février 1974, est un ancien chanteur japonais et idole au sein du groupe pop masculin japonais SMAP dans le cadre de la Johnny & Associates de 1988 à 1996. Il est aujourd'hui pilote en moto dans la course automobile.

## Biographie
Katsuyuki Mori est né à Tokyo, 19 février 1974. Vivant avec son père et son frère (comme ses parents ayant divorcé pendant son enfance), il a appris très jeune les arts martiaux notamment le karaté.
Vers 1987, son frère aîné voulait se joindre à la Johnny & Associates et avait demandé à Mori de l'accompagner. Mais Mori fut accepté, et non son frère[réf. nécessaire]. En avril 1988, il forma SMAP avec d'autres jeunes garçons comme Masahiro Nakai, Takuya Kimura, Goro Inagaki, Tsuyoshi Kusanagi et Shingo Katori.

### Au sein de SMAP
Au départ, Kimura et Mori étaient les chanteurs principaux de SMAP, avec de nombreuses parties solos.
Lorsque l'émission SMAPxSMAP a commencé, seul Mori avait déjà des compétences en cuisine assez poussées. Dans les débuts de Bistro, les autres membres appelaient souvent Kimura et Mori à l'aide. Et quand ils faisaient équipe ensemble, l'équipe adverse ne pouvait jamais gagner.
Mori a toujours préféré la scène (théâtre) aux dramas. Il avait l'habitude d'apparaître dans de nombreuses pièces. Mais il est aussi apparu dans quelques dramas, y compris Kinpachi-sensei en tant qu'étudiant. Il a également joué dans un film en 1995, une comédie romantique intitulée Lost Love: The 8 Stories dans laquelle ont également joué Tomoko Yamaguchi (qui a joué par la suite avec Kimura dans le drama Long Vacation en 1996), Suzuki Kyoka, Kanno Miho, Miki Mizuno, Asaka Seto, Miki Nakatani, Takeda Shinji, etc. L'histoire se déroulait dans un parc d'attractions où se passaient 8 histoires d'amour.
Quand SMAP comptait six membres, les membres les plus proches étaient Katsuyuki et Masahiro.

### Le départ soudain de Mori
La façon dont Mori a quitté le groupe s'est avérée brusque et assez amère. Il a annoncé son souhait de quitter SMAP à la radio sans même le dire aux membres du groupe en priorité[réf. nécessaire]. Vers avril 1996, il a annoncé qu'être pilote automobile a toujours été son rêve. Ses camarades de SMAP étaient nullement au courant de cette décision. Face à un dilemme sérieux, il devait choisir entre la course automobile et SMAP. Néanmoins, ses camarades ont fini par accepter sa décision.
Cependant, des rumeurs parmi les fans ont longuement circulé, comme quoi c'est le directeur Johnny lui-même qui a renvoyé Mori et l'a forcé à faire cette annonce sans le dire aux autres membres de SMAP d'abord. Au fond de lui, il voulait rester au sein du groupe, mais Johnny était vraiment en colère contre lui, car il aurait passé des tests pour rejoindre une équipe de course automobile sans le dire à l'agence[réf. nécessaire]. Faire ce genre de tests, alors qu'on appartient à une agence d'idols, est formellement interdit. 
En mai 1996, au SxS's Leaving SP dans l'émission SMAPxSMAP pour le départ de Mori, les membres du groupe ont tous été présents et Nakai a dit à Mori : « Ce n'est pas comme si nous n'allions plus nous revoir. Mais nous avons été ensemble pendant ces huit dernières années. En tant que membre de SMAP, tu as été parmi nous pendant huit ans déjà. J'ai vraiment été heureux de te connaître ». Mori a fini par quitter le groupe à la fin du mois, et a désormais laissé le groupe travailler en tant que quintet.

## Après SMAP
Le 25 février 1998, Katsuyuki s'est marié, il a actuellement un enfant. Selon les fans, le nom de son fils est Tenshi Mori.

### Carrière dans la course automobile
Après le départ de Katsuyuki, les fans ont été « anéantis ». Comme SMAP était un groupe de 6 jeunes hommes, il a été difficile pour ce dernier devenir un quintet. Malgré cela, le groupe gagne toujours du succès sans Katsuyuki et les propres fans de Katsuyuki sont encore aujourd'hui très nombreux.
Il devient très vite pilote automobile quelques mois après son départ. Bien que souffrant d'une blessure à la hanche gauche après avoir percuté un grillage pendant sa période de formation et devant subir des mois de réadaptation,, il réussit à prendre la 1re place lors de ses débuts (1997) en remportant le titre de Recrue de l'Année du Défi. Il devient ensuite le champion de course de G2 en 2003, a remporté sa première course de G1 en 2009 pour le 57e anniversaire de course du Grand Prix depuis son ouverture, et à partir de juin 2009, Mori reçoit la "Classe S ", la classe la plus élevée dans la course. En raison de ses activités, il a également marqué certains contrats de promotion. Selon le site de la course automobile, l'argent que Mori a gagné en 2008 est d'environ 45 millions de yens, il est aussi entré dans le classement Top 10 national. Aujourd'hui, il gagne plus de 12 millions de yens de la course chaque année.

## Filmographie
Série TV
- 1991 - I Love Smap! (Lui-même)

Films
- 1994 - Shoot (Kenji)
- 1995 - Lost Love : The 8 Stories (???)

## Discographie en groupe

### Avec SMAP
Albums
| N° | Date de sortie   | Nom de l'album         |
| -- | ---------------- | ---------------------- |
| 1  | 1er janvier 1992 | SMAP 001               |
| 2  | 26 août 1992     | SMAP 002               |
| 3  | 1er janvier 1993 | SMAP 003               |
| 4  | 7 juillet 1993   | SMAP 004               |
| 5  | 2 février 1994   | SMAP 005               |
| 6  | 7 juillet 1994   | SMAP 006 ~SEXY SIX~    |
| 7  | 7 juillet 1995   | SMAP 007 ~Gold Singer~ |
| 8  | 3 mars 1996      | SMAP 008 TACOMAX       |

+ compilations du groupe
Singles
| N° | Date de sortie   | Nom du single                       | Titre original                  |
| -- | ---------------- | ----------------------------------- | ------------------------------- |
| 1  | 9 septembre 1991 | Can't Stop!! -LOVING-               | Can't Stop!! ~LOVING~           |
| 2  | 6 décembre 1991  | Seigi no Mikata wa Ateninaranai     | 正義の味方はあてにならない      |
| 3  | 18 mars 1992     | Kokoro no Kagami                    | 心の鏡                          |
| 4  | 8 juillet 1992   | Makeru na Baby! ~Never give up      | 負けるなBaby!~Never give up     |
| 5  | 11 novembre 1992 | Egao no GENKI                       | 笑顔のゲンキ                    |
| 6  | 12 décembre 1992 | Yuki ga Futte Kita                  | 雪が降ってきた                  |
| 7  | 3 mars 1993      | Zutto Wasurenai                     | ずっと忘れない                  |
| 8  | 6 juin 1993      | Hajimete no Natsu                   | はじめての夏                    |
| 9  | 9 septembre 1993 | Kimi wa Kimi da yo                  | 君は君だよ                      |
| 10 | 11 novembre 1993 | $10                                 | ＄10                            |
| 11 | 1er janvier 1994 | Kimi Iro Omoi                       | 君色思い                        |
| 12 | 12 mars 1994     | Hey Hey Ōki ni Maido Ari            | Hey Hey おおきに毎度あり        |
| 13 | 6 juin 1994      | ORIGINAL SMILE                      | ORIGINAL SMILE                  |
| 14 | 9 septembre 1994 | Ganbarimashō                        | がんばりましょう                |
| 15 | 21 décembre 1994 | Tabun All Right                     | たぶんオーライ                  |
| 16 | 3 mars 1995      | KANSHA shite                        | KANSHA して                     |
| 17 | 6 juin 1995      | Shiyō yo                            | しようよ                        |
| 18 | 9 septembre 1995 | Donna Ii Koto                       | どんないいこと                  |
| 19 | 11 novembre 1995 | Oretachi ni Asu wa Aru              | 俺たちに明日はある              |
| 20 | 2 février 1996   | Mune Sawagi wo Tanomu yo            | 胸さわぎを頼むよ                |
| 21 | 5 mai 1996       | Hadaka no Ōsama ~Shibutoku Tsuyoku~ | はだかの王様～シブトク つよく～ |